# Charles Guilhaumon
Pour les articles homonymes, voir Guilhaumon.
Charles Guilhaumon est un homme politique français né le 25 juin 1876 à Puisserguier (Hérault) et décédé le 25 mars 1950 à Montpellier (Hérault).

## Biographie
Docteur en droit et en sciences économiques, contrôleur de sociétés d'assurances, puis avocat à Paris, il est aussi viticulteur, maire de Puisserguier et conseiller général. Aviateur pendant la guerre, il est président de l'aéro-club du Midi. Il est député de l'Hérault de 1919 à 1932, inscrit au groupe républicain socialiste, puis chez les radicaux.